# Von Panzer

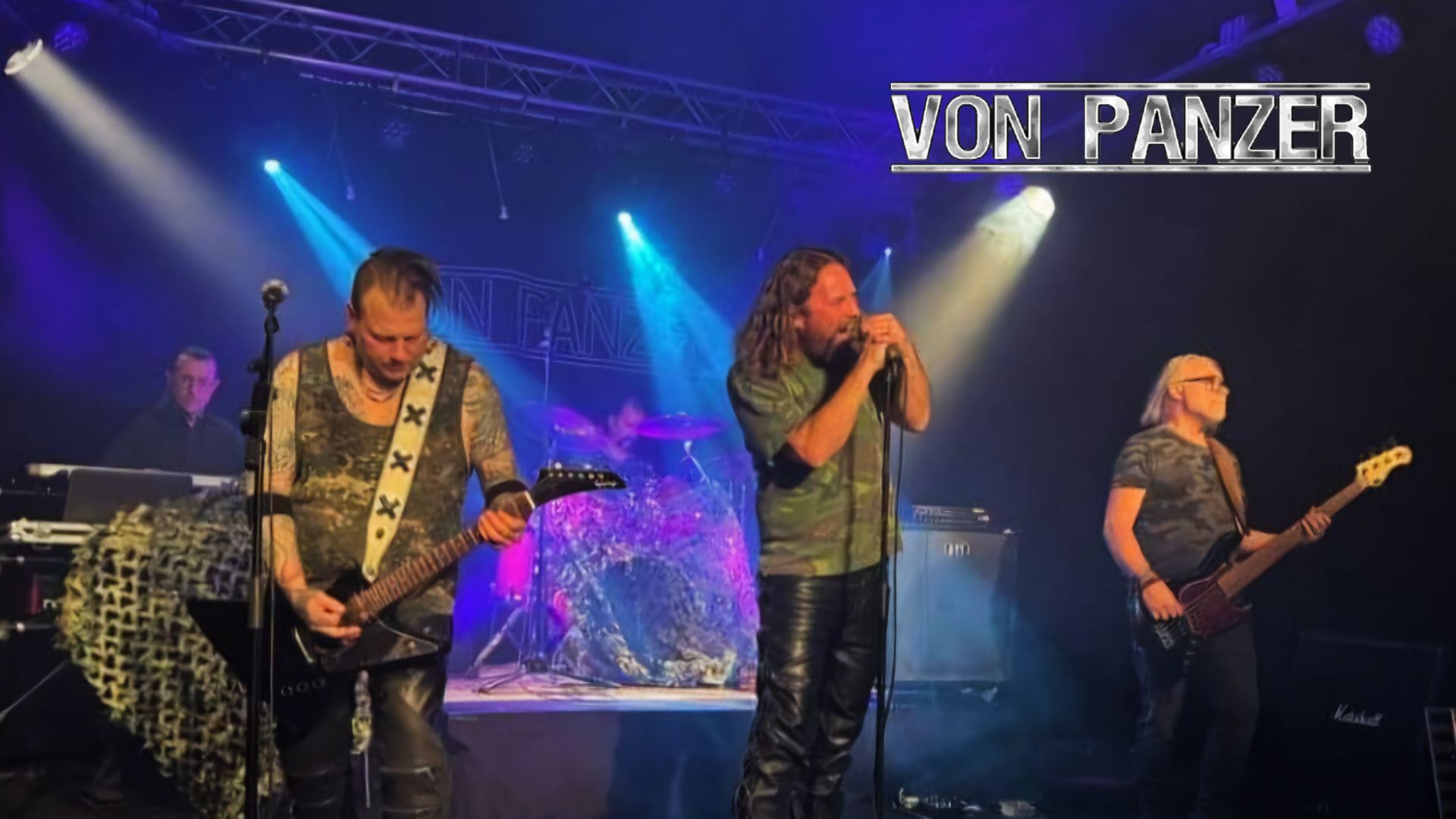

Von Panzer är ett svenskt hårdrock eller heavy metalband från Norrköping. Det bildades 2005 av trummisen och låtskrivaren Niclas "klajja" Kleist. I april 2008 släpptes det självbetitlade debutalbumet. Bandet har fått många bra recensioner i svenska tidningar, bland annat i Sweden Rock Magazine och Norrköpings Tidningar.
Bandets stil har starka rötter i 70-talet där band som Deep Purple, Uriah Heep och Black Sabbath kan höras bland influenserna. Men även en mer doomig stil typ Candlemass och Cathedral kan skönjas. 

## Medlemmar
Nuvarande medlemmar
- Niclas "klajja" Kleist – trummor, sång (2005– )
- Andreas "KP" Johansson – sång (2006– )
- Mats "Ola" Johansson – keyboard, hammondorgel (2013– )
- Henrik Lundgren - gitarr (2021- )

Tidigare medlemma
- Marko Lehto – basgitarr (2005–2006)
- Roger Svensson – basgitarr(2006)
- Olof "Olle" Sundfeldt – sologitarr (2005–2010)
- Jimmy "Jimbo" Petersson – kompgitarr (2006–2012)
- Gabriel "Gabbe" Österlund – basgitarr (2008–2010)
- Dag Swanö – basgitarr (2012–2014)
- Fredrik Alho – sologitarr (2012–2016)
- Varg "von Wolfenstein" Stening – kompgitarr (2013–2016)
- Micke Almgren – basgitarr (2015–2016)
- Hans "Vette" Liljebladh – basgitarr (2016– 2020)
- Martin Lindström – sologitarr (2010–2012, 2016–2020)

## Diskografi
Studioalbum
- 2008   Von Panzer
- 2010   Von Panzer II
- 2013    Marching
- 2016    Army
- 2020   The war to end all wars
- 2024   Iron and Steel

Livealbum
- 2019   Live at Cromwell

Singlar
- 2006   "Bullet"
- 2011   "War of the Worlds"
- 2015   "Travis"
- 2018    "The Iron Cross"
- 2021    "Scorched earth"